# FC Nistru Otaci
A Nistru Otaci moldáv labdarúgócsapat, mely jelenleg a moldáv első osztályban szerepel.

## Történet
A csapatot 1953-ban alapították. Az UEFA-kupába eddig nyolc alkalommal szereplő csapat a 2001–2002-es UEFA-kupa selejtezőjének első körében a Debreceni VSC csapatával szemben maradt alul 3–1-es összesítéssel. Nemzetközi kupában még egyszer került össze magyar csapattal, a 2007–2008-as UEFA-kupa első selejtezőkörében a Budapest Honvéd búcsúztatta 2-2-es összesítést követő tizenegyespárbajban.

## Eredmények
Moldáv kupa
- Aranyérmes (1): 2005
- Ezüstérmes (7): 1994, 1997, 2001, 2002, 2003, 2006, 2007

## Külső hivatkozások
- Adatlapja a divizianationala.com-on (románul)